# Comitatus
Comitatus era un séquito (Gefolge) de hombres libres unidos a la figura del Princeps mediante un juramento de lealtad,  una estructura de amistad germánica que obligaba a jefes o reyes a gobernar consultando con sus guerreros, vinculando y formando una banda de guerra. Esta agrupación social existió desde la sociedad germánica primitiva, pasando por los períodos migratorios y hasta principios de la Edad Media.
El comitatus beneficia tanto al señor como al hombre libre que acepta estas condiciones, ya que el superior obtenía protección y lealtad mientras que el inferior obtenía tierras y la oportunidad de poder subir de estatus y ganarse un mejor puesto en la sociedad. En esta época a estos guerreros se les conocía como “Thane”. Al aceptar este intercambio el guerrero obtendrá de parte de su superior armas y lo que sea necesario para protegerlo. El concepto de comitatus tiene estrecha relación con el de fides.
Otras clientelas similares al comitatus son la devotio iberica, los soldurios celtas o el bushidō (samuráis) japonés.

## Concepto
El historiador romano Tácito describe comitatus en el año 98 en su tratado Germania como una especie de iniciación militar donde los jóvenes adolescentes se entrenaban junto a sus comites a la orden de un princeps, buscando destacar su valía. Posteriormente, los individuos recibían armas como señal de reconocimiento como guerreros y miembros de la tribu. El comitatus era el vínculo existente entre un guerrero germánico y su señor, por el que nadie abandonaba el campo de batalla antes que el otro ya que era un deber sagrado del Gefolgschaft: ‘’Los jefes combaten por la victoria; los compañeros, por el jefe’’[4]. Tampoco podían superar en bravura a su señor, ya que se consideraba deshonroso. Precisamente por ese vínculo de fidelidad, los miembros del comitatus recibían también el nombre de antrustiones, forma del término feudal germánico latinizado trustis, ‘’hombres en los cuales se puede confiar’’. No se debe confundir con una forma de sociedad religiosa, a pesar de que la descripción de Tácito pueda dar esa idea.
Según Heródoto, poderosos séquitos militares rodeaban a reyes y caudillos de guerra de los pueblos escitas de las estepas euroasiáticas.

## Ejército romano
Desde la crisis del siglo III en el Imperio romano, y fundamentalmente, a partir del siglo IV, el ejército romano fue sometido a transformaciones profundas. Los cambios realizados por los emperadores Galieno y Diocleciano se incrementaron durante el reinado de Constantino, quien realizó intensas reformas en la administración e instituciones del Estado. Estando estas medidas menos sujetas a los valores tradicionales romanos. Para superar las continuas crisis en el ámbito interno y externo, los emperadores se veían obligados a estar frecuentemente al frente de sus tropas por lo que llegaron a convertirse en un ejército de campaña que tomó el nombre de comitatus (del latín comes, "que acompaña", "acompañante"), porque era parte de la comitiva del emperador y a su mando directo.
Las fuerzas armadas romanas se dividieron entre las unidades estacionadas a lo largo de las fronteras (en latín, limes) conocidas como limitanei, y las unidades móviles, que constituían un ejército a disposición del emperador que eran dirigidas a las zonas del Imperio donde se necesitara una concentración de fuerzas, generalmente como consecuencia de invasiones exteriores o campañas contra los enemigos del Imperio. Estas unidades formaron el comitatus y fueron llamadas comitatenses, con un nuevo significado de 'ejército de campo').
Cuando el emperador no dirigía él mismo estas unidades, se ponían al mando de dos oficiales, el magister peditum, maestro de infantería y el magister equitum, maestro de caballería, a los que se sumarán durante los emperadores que siguieron a Constantino los magister militum regionales, apoyados por los comes a nivel de diócesis y, a su vez, asistidos por duces dux limitis (gobernadores provinciales con poderes solamente militares). Estos altos oficiales son a menudo de origen bárbaro, al igual que muchos de los efectivos de que disponen. Las guardias pretorianas son disueltas por Constantino y reemplazadas por las escuelas palatinas que formarán la élite de los ejércitos de maniobra.

## Edad Media
El comitatus, como acuerdo entre un señor germánico y sus súbditos o seguidores, es un caso especial de clientelismo y la fuente directa de la práctica del feudalismo. Parcialmente influenciado por las prácticas romanas de mecenazgo[5], ejemplificadas en las Reformas de Mario iniciadas por Gayo Mario, mediante una distribución general de tierra entre sus oficiales después de su jubilación, el comitatus germánico fue evolucionando a un intercambio social mayor entre un superior y un inferior. Tuvo que ver también el influjo de la encomendación romana (otra especie de ‘’contrato’’) y el deterioro de los poderes públicos para fortalecer los lazos personales que desarrollarían la ‘’mutación feudal’’.[6],[7]
Es un concepto indoeuropeo anterior a la época romana y se practicaba desde Europa Occidental hasta China, especialmente entre las tribus de la estepa euroasiática. El inferior social (en el feudalismo, el vasallo) promete un servicio militar y la protección al superior (señor). A cambio, el superior recompensaría al inferior con tierras, pagos o privilegios. El vasallaje, como elemento personal del feudalismo, surge en última instancia de la combinación del patronazgo y del comitatus.